# 旺达·兰多芙丝卡

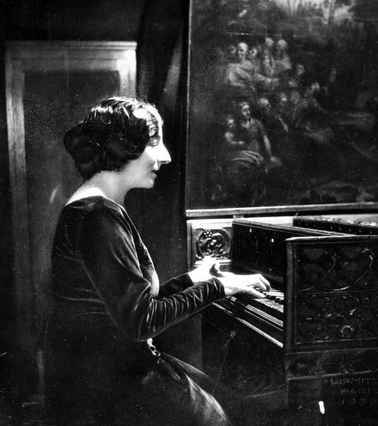
旺达·兰多芙丝卡正在演奏，1937年

旺达·亚历山德拉·兰多芙丝卡（波蘭語：Wanda Aleksandra Landowska，1879年7月5日—1959年8月16日），波兰裔法国大键琴、钢琴演奏家。她是首位用大键琴录制巴赫的《哥德堡变奏曲》的音乐家（1931年）。她的出色表演，使得大键琴这种古老的乐器在20世纪又受到了人们的关注。1938年她入籍成为法国公民。

## 简介
兰多芙丝卡出生于华沙，是犹太人，父亲是律师，母亲是语言学家。她4岁开始随揚·克萊琴斯基学习钢琴，后进入华沙音乐学院师从亚历山大·米哈沃夫斯基，1896年前往柏林，向海因里希·厄本学习作曲。1900年移居巴黎，与波兰民俗学者亨利·卢（Henry Lew）结婚。Henry在1918年车祸去世。她积极钻研古典音乐，改良了大键琴，使之复活成为了现代的乐器。1913年－1919年间在柏林高等音乐学校执教，1925年返回巴黎，积极推广和从事羽管键琴的演奏。1940年由于德国军队的占领她和助理兼伴侣丹尼丝·雷斯图（Denise Restout）前往瑞士避难，次年移居美国。1941年12月她抵达纽约，来到美国时基本上没有资产。1949年她定居在康涅狄格州，并开始巡回演出。她最后一次公开演出是在1954年。1959年8月16日她在家中去世，得年80岁。她的女助理兼伴侣丹尼丝·雷斯图编辑和翻译了她的音乐作品，在1964年出版。